# پریپلاسم
فضای پریپلاسم یا پریپلاسم (periplasm)، فضای بین اعضای داخلی سیتوپلاسم و اعضای خارجی باکتری گرم منفی است. 
باکتریها نه تنها پروتئینهایی که عمل آنها درون سلولی است، بلکه پروتئین‌های غشایی و خارج غشایی را نیز سنتز می‌نمایند. در واقع پوسته یک باکتری گرم منفی مانند کلی باسیل از سه قسمت مختلف که هر کدام دارای پروتئین‌های اختصاصی هستند ساخته شده‌است. برای مثال، غشاء داخلی حاوی پروتئین‌هایی است که مربوط به متابولیسم انرژی و انتقال مواد غذایی می‌باشند، غشاء خارجی واجد پروتئین‌هایی است که سبب تسهیل ورود یونها و مواد غذایی می‌شوند و بعضی از آنها بعنوان پذیرنده باکتریوفاژها عمل می‌کنند. فضای بین دو غشاء فوق که بنام پری‌پلاسم خوانده می‌شود حاوی آنزیمهای هیدرولیز کننده‌ای از قبیل نوکلئازها، پروتئازهاو نیز پروتئین‌هایی است که به مواد غذایی متصل می‌شوند.

دیواره سلولی باکتری گرم-منفی

## منبع
ویکی‌پدیای انگلیسی